# Ragazze in nero
Ragazze in nero (Jeunes Filles en noir) è un dipinto del pittore francese Pierre-Auguste Renoir, realizzato intorno al 1881 e conservato al Museo Puškin di Mosca.

## Descrizione
Sebbene presenti problemi di datazione - indicata fra il 1876 (anno in cui dipinge capolavori come La balançoire o il Bal au moulin de la Galette) e il 1881 - il dipinto può essere avvicinato cronologicamente proprio al 1881, anno in cui Renoir si reca in Algeria e in Italia, operando una netta cesura con lo stile squisitamente impressionista del passato. Ciò lo si nota soprattutto nell'effetto plastico delle figure e nella fattura tecnica dell'opera, che risente delle influenze congiunte di Raffaello e di Ingres e della straordinaria libertà espressiva di Renoir stesso.
L'opera è priva di profondità spaziale: Renoir, infatti, non è interessato a dare consistenza corporea alle forme, e tratta le figure femminili come una superficie piatta dove applicare i colori nel segno di un eccellente equilibrio compositivo e cromatico. Lo sfondo del dipinto è alleggerito da pennellate fluide e rapidissime, che con il loro fragore trasmettono tutto il brio dei locali notturni parigini. Nell'angolo in basso a destra, infine, si scorge un brano di natura morta.
Dal punto di vista tecnico, Renoir dimostra il proprio virtuosismo con il trattamento differenziato delle due figure femminili: se quella di destra è dipinta mediante forti colpi di pennello, quella di sinistra viene delineata con pennellate più morbide e soavi. In questo modo la ragazza di sinistra si affaccia in maniera stabile sulla tela; la ragazza di destra, al contrario, sembra essere piuttosto una presenza passeggera, destinata a congedarsi in pochi attimi dall'amica e ad andare altrove. È proprio la ragazza di sinistra, infatti, a catturare per prima lo sguardo dell'osservatore. La sua fisionomia è dolce e tornita, un sorriso le percorre le labbra carnose e presenta uno sguardo cogitabondo: non sappiamo se voglia cercare un contatto più diretto con l'osservatore, o se piuttosto stia cercando di rincorrere il filo invisibile dei suoi pensieri.